# Deep (театральная студия)
Театральная студия Deep (от англ. deep — глубина) — репертуарный театр, созданный в 2008 году при Луганском государственном институте культуры и искусств на Украине.

## История
В 2008 году по инициативе молодого луганского режиссёра Александр Баркара при Луганском институте (ныне — Академии) культуры и искусств появилась театральная студия Deep. Этому предшествовала двухлетняя работа со студентами, результатом которой стало появление нескольких спектаклей (впоследствии они войдут в репертуар Студии). Первый из них возник в 2006 году — именно тогда впервые прозвучало название «Театральная студия Deep». Постепенно стал рождаться оригинальный стиль, отличающий Студию от других театров Луганска: эксперимент и новизна; попытка в каждом новом спектакле отказаться от того, что было использовано в спектакле предыдущем; поднятие остросоциальных и философских тем; работа в стилистике «игрового театра»; минимализм и символическая ёмкость декораций. Постепенно Студия привлекает всё больше внимания со стороны луганских зрителей.
Среди актёров студии — студенты и выпускники ЛГАКИ.
В связи со сложившейся политической ситуацией, студия временно приостановила свою работу в Луганске. В данный момент участники ищут возможности для продолжения работы.

## Репертуар

### 2006
- «Deep-1». Спектакль состоял из трёх частей, поставленных в разные годы:

1. 2003 — «Табу» (автор и режиссёр А. Баркар);
2. 2005 — «Музон» (автор и режиссёр А. Баркар);
3. 2006 — «Слабо» (по рассказу Сергея Узуна; режиссёр А. Баркар).

### 2007
- «Искусство Быть Вместе» (по рассказам современных русскоязычных писателей-фантастов; режиссёр А. Баркар). В 2008 и 2011 годах постановка претерпевала изменения, превратившись в итоге в моноспектакль.

### 2008
- «Епос Хижака» (по рассказу Леонида Каганова; режиссёр А. Баркар). Изначально спектакль был создан для мим-дуэта Next Step (Ровно). В 2009 году был восстановлен студией «Deep» в Луганске.
- «Темница» (по пьесе Константина Арбенина; режиссёр А. Баркар).

### 2009
- «МоДЖ и ПаБеБу» (по произведениям Алины Кудряшевой; режиссёр А. Баркар).
- «Пусть будет так» (по мотивам рассказов Сергея Козлова, Тоона Теллегена, Оксаны Цукановой; режиссёр А. Баркар).

### 2010
- «Ненормальная» (по пьесе Надежды Птушкиной; режиссёр А. Баркар).
- «Игры демиургов» (по рассказам Петра Бормора; режиссёр А. Баркар).

### 2011
- «Антигона» (по мотивам одноимённой пьесы Жана Ануя произведений Софокла, Хайнера Мюллера, Габриэлы Мистраль, Кристы Вольф; режиссёр А. Баркар).
- «ART» (по пьесе Ясмины Реза; режиссёр А. Баркар).
- «Голос» (по пьесе Жана Кокто «Человеческий голос»; режиссёр А. Баркар).
- «Без правил» (по роману Ш. де Лакло «Опасные связи»; режиссёр А. Баркар).
- «Norway.Today» (по пьесе Игоря Бауэршимы; режиссёр Д. Момот).

### 2012
- «Иллюзии» (по пьесе Ивана Вырыпаева; режиссёр А. Баркар).
- «Мне повезёт» «момо»-спектакль по рассказу Леонида Каганова; режиссёр А. Баркар).
- «Этюд № 1» — «Симфония для четырёх голосов» (режиссёр Д. Гнутов).

### 2013
- «Наташина мечта» (по пьесе Ярославы Пулинович; режиссёр А. Баркар).
- «Всё кувырком» (по пьесе Константина Арбенина «Свинопас»; режиссёр А. Баркар).
- «Этюд № 2» — «Книга про солдата» (по поэме А. Твардовского «Василий Тёркин»; режиссёр Д. Момот).

## Фестивали и награды
- 2007 — Всеукраинский фестиваль негосударственных театров «Живи!» (Харьков)[3] — «Deep-1».
- 2008 — фестиваль фантастики «Серебряная Стрела» (Подмосковье)[4] — «Deep-1», «Искусство быть вместе. ver.1.01».
- 2008 — (Ровно) (Фестиваль) «Ліхт-Арт» — «Искусство быть вместе»:

1. Гран-При;
2. Лучшая актёрская работа (Александр Баркар);
3. Лучшая женская роль второго плана (Екатерина Глушко)[5][6].

- 2009 — фестиваль фантастики «Серебряная Стрела» (Подмосковье) — «Темница», «МоДЖ и ПаБеБу»[7].
- 2010, июль — Международный молодёжный театральный фестиваль «АПАРТ» (Санкт-Петербург)[8] — «Пусть будет так»:

1. Лучшее пластическое решение.

- 2010, ноябрь — VI Международный театральный фестиваль «Драбина» (Львов)[9] — «Темница»:

1. Гран-при[10][11][12]

- 2012, апрель — Первый всеукраинский фестиваль театрального искусства «MРІЙ-ДІМ» (Прилуки) — «Темница»[13]:

1. Александр Баркар — 1-е место в конкурсе молодой театральной режиссуры[14].

- 2012, июнь — Международный молодёжный театральный фестиваль «АПАРТ» (Санкт-Петербург)[15] — «Без правил»[16]

1. Диплом «ПРОГРАММА-OFF»

- 2013, апрель — Всеукраинский фестиваль театрального искусства «MРІЙ-ДІМ» (Прилуки)[17]:

1. Ольга Лебедева — 1-е место (в актёрском конкурсе)
2. Яна Литвишко — 3-е место (в актёрском конкурсе)

- 2013, сентябрь — молодёжный театральный форум-фестиваль «Неаполь. Сквозное действие»[18]
- 2013, сентябрь — фестиваль театров «Странствующая вешалка» (Луцк)[19]

1. Диплом «За лучшую адаптацию к пространству»[20]

- 2013, октябрь — Международный театральный фестиваль (Ровно) «Ліхт-Арт»

1. Лучшая мужская роль — КОНСТАНТИН ПИКУЩАК
2. Лучшая женская роль — ЯНА ЛИТВИШКО
3. Гран-при — «NORWAY.TODAY» (реж. Дмитрий Момот)